# Temnospòndils
Els temnospòndils (Temnospondyli, 'vèrtebres tallades' en grec) són un tàxon important i extremament divers de tetràpodes que prosperaren arreu del món durant els períodes Carbonífer, Permià i Triàsic. Durant la seva història evolutiva, s'han adaptat a una gran varietat d'hàbitats, incloent-hi hàbitats d'aigua dolça, semiaquàtics, amfibis, terrestres i, en un grup, gairebé costaners, i les seves restes fòssils han estat descobertes a tots els continents. Algunes formes especialitzades foren, possiblement, els avantpassats dels amfibis moderns (Lissamphibia).

## Filogènia
Els especialistes no han arribat a un consens respecte a si els temnospòndils són o no autèntics amfibis. S'ha proposat que certes formes especialitzades poden correspondre a ancestres d'alguns o fins i tot de tots els amfibis moderns (Lissamphibia), com també que el grup es va extingir sense deixar descendents. Dins la mateixa línia, s'ha plantejat que els lisamfinis podrien ser lepospòndils, de manera que s'exclouria als temnospòndils d'Amphibia.

## Taxonomia
- Ordre Temnospondyli
  - Saharastega
  - Superfamília Edopoidea
    - Família Cochleosauridae (Chenoprosopidae)
      - Gènere Chenoprosopus

    - Família Edopidae

  - Capetus
  - Iberospondylus
  - Família Colosteidae
  - Família Dendrerpetontidae
  - Superfamília Capitosauroidea
    - Mastodonsauridae
    - Capitosauridae

  - Subordre Euskelia
  - Clade Limnarchia
    - Subordre Dvinosauria
    - Clade Stereospondylomorpha
      - Superfamília Archegosauroidea
        - Família Actinodontidae
        - Família Archegosauridae
        - Família ?Intasuchidae

      - Subordre Stereospondyli
        - Família Peltobatrachidae
        - Família Lapillopsidae
        - Família Rhinesuchidae
          - Gènere Rhinesuchus

        - Família Lydekkerinidae
        - Família Sclerothoracidae[16]
        - Infraordre Trematosauria
          - Superfamília Trematosauroidea
          - Superfamília Metoposauroidea
          - Superfamília Plagiosauroidea
          - Superfamília Brachyopoidea
          - Superfamília Rhytidosteoidea